# Fregaty rakietowe typu 22
Fregaty rakietowe typu 22 – brytyjskie fregaty rakietowe budowane w trzech podstawowych seriach dla Royal Navy. Okręty tego typu wzięły udział w wojnie o Falklandy w 1982.

## Historia
Stępkę pod pierwszy okręt z serii HMS "Broadsword" położono 7 lutego 1975 w stoczni Yarrow (Glasgow). Wodowanie jednostki miało miejsce 12 maja 1976 a wejście do służby nastąpiło 3 marca 1979. Do 1990 zbudowano 13 kolejnych jednostek 3 serii produkcyjnych. Pod wpływem doświadczeń konfliktu falklandzkiego w wyposażeniu i konstrukcji okrętów zaszły poważne zmiany. Początkowo budowane okręty były przystosowane głównie do zwalczania okrętów podwodnych, jednostki 2 i 3 serii produkcyjnej zmieniły się w wielozadaniowe fregaty rakietowe.

## Zbudowane okręty
- Batch 1- typ Broadsword
  - HMS Broadsword – wodowanie 12 marca 1976, wejście do służby 3 maja 1979,
  - HMS  Brazen – wodowanie 18 maja 1977, wejście do służby 28 marca 1980, w 1997 sprzedany Brazylii[1]
  - HMS Brilliant – wodowanie 15 grudnia 1978, wejście do służby 15 maja 1981, w 1996 sprzedany Brazylii
- Batch 2- typ Boxer
  - HMS Boxer – wodowanie 17 czerwca 1981, wejście do służby 14 stycznia 1984, wycofany ze służby w sierpniu 1999, zatopiony jako okręt cel w 2004
  - HMS Beaver – wodowanie 8 maja 1982, wejście do służby 18 grudnia 1984, wycofany ze służby w 1999, sprzedany na złom w 2001
  - HMS Brave – wodowanie 19 listopada 1983, wejście do służby 4 lipca 1986, wycofany ze służby w 1999, zatopiony jako okręt cel w 2004
  - HMS London – wodowanie 27 października 1984, wejście do służby 5 czerwca 1987, sprzedany Rumunii w 2003
  - HMS Sheffield – wodowanie 26 marca 1986, wejście do służby 26 lipca 1988, wycofany ze służby w 2002, sprzedany Chile w 2003
  - HMS Coventry – wodowanie 8 kwietnia 1986, wejście do służby 14 października 1988, wycofanie ze służby 2001, sprzedany Rumunii w 2003
- Batch 3 – typ Cornwall
  - HMS Cornwall – wodowanie 14 października 1985, wejście do służby 23 kwietnia 1988, w służbie
  - HMS Cumberland – wodowanie 21 czerwca 1986, wejście do służby 10 czerwca 1989, w służbie
  - HMS Campbeltown – wodowanie 7 października 1987, wejście do służby 27 maja 1989, w służbie
  - HMS Chatham – wodowanie 20 stycznia 1988, wejście do służby 4 maja 1990, w służbie